# Burgas (region)
Burgas är en region (oblast) i östra Bulgarien vid svartahavskusten. Regionens största stad och huvudort, Burgas, har givit den dess namn. Regionens areal är 7 748,1 km² och den har 411 579 invånare (2017).
Burgasregionen är Bulgarien största till ytan och fjärde största till invånarantalet.

## Administrativ indelning
Den består av följande tretton kommuner (obsjtina):
- Ajtos
- Burgas
- Kameno
- Karnobat
- Malko Tărnovo
- Nesebăr
- Pomorie
- Primorsko
- Ruen
- Sozopol
- Sredets
- Sungurlare
- Tsarevo

## Kartor

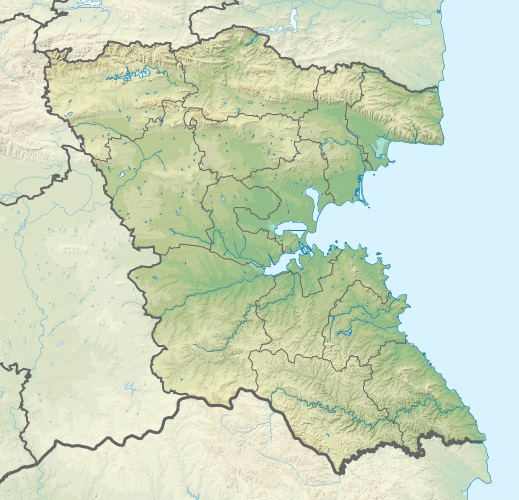
Reliefkarta över regionen
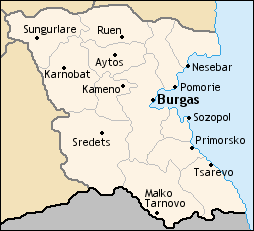
Regionens kommuner
Burgasdalen